# Kaba Kama
Kaba Kama (Schreibvarianten: Kaba Kamma und Kabakama) ist eine Ortschaft im westafrikanischen Staat Gambia.
Nach einer Berechnung für das Jahr 2013 leben dort etwa 2383 Einwohner, das Ergebnis der letzten veröffentlichten Volkszählung von 1993 betrug 1862.

## Geographie
Kaba Kama liegt in der Upper River Region (URR) Distrikt Fulladu East und liegt benachbart östlich an Basse Santa Su an der South Bank Road. Zwei Brücken die Kaba Kama mit Basse verbinden wurden 2011 erneuert.